# Radoșînka, Kamin-Kașîrskîi
Radoșînka (în ucraineană Радошинка) este un sat în comuna Stobîhivka din raionul Kamin-Kașîrskîi, regiunea Volînia, Ucraina.

## Demografie
Componența lingvistică a localității Radoșînka
     Ucraineană (99,18%)
     Alte limbi (0,41%)
Conform recensământului din 2001, majoritatea populației localității Radoșînka era vorbitoare de ucraineană (99,18%), existând în minoritate și vorbitori de alte limbi.